# Nadleśnictwo Ostrołęka
Nadleśnictwo Ostrołęka – jednostka organizacyjna Lasów Państwowych podległa Regionalnej Dyrekcji Lasów Państwowych w Olsztynie. Siedziba nadleśnictwa znajduje się w Ostrołęce, w województwie mazowieckim.
Nadleśnictwo obejmuje część powiatów ostrołęckiego i makowskiego oraz miasto Ostrołęka.

## Historia
Nadleśnictwo Seborki powstało jeszcze pod zaborem rosyjskim. Po odzyskaniu przez Polskę niepodległości powstało Nadleśnictwo Ostrołęka. Oba nadleśnictwa objęły w zarząd należące do Państwa byłe lasy carskie. Po II wojnie światowej powiększyły się one o lasy prywatne znacjonalizowane przez komunistów. W latach 1951–1958 w Ostrołęce istniał Rejon Lasów Państwowych, z sześcioma podległymi nadleśnictwami.
1 stycznia 1973 nadleśnictwa Seborki i Ostrołęka zostały połączone, a nowa jednostka przyjęła nazwę Nadleśnictwo Ostrołęka.

## Ochrona przyrody
Na terenie nadleśnictwa znajduje się jeden rezerwat przyrody – Olsy Płoszyckie.

## Drzewostany
Typy siedliskowe lasów nadleśnictwa (z ich powierzchniowym udziałem procentowym):
- bory 91%
- lasy 6%
- olsy 3%

Gatunki lasotwórcze lasów nadleśnictwa (z ich udziałem procentowym):
- sosna 93%
- olsza 3%
- brzoza 2%
- dąb, jesion, klon 1%
- inne 1%

Przeciętna zasobność drzewostanów nadleśnictwa wynosi 230 m³/ha, a średni wiek 56 lat.